# ماوا (البرازيل)
ماوا هي مدينة، وبلدية في البرازيل، تتبع ساو باولو، بلغ عدد سكانها 363,392  نسمة في 2000، تبلغ مساحتها 62.293 كيلومتر مربع، رمزها البريدي هو 09300-000.

## الموقع
تشترك في الحدود مع:
- فيراز دي فاسكونسيلوس
- ساو باولو.

## أعلام
- باتريشيا فيريرا
- لولينيا